# Betsy Nagelsenová
Helen Elizabeth „Betsy“ Nagelsenová McCormacková (* 23. října 1956 St. Petersburg, Florida) je bývalá americká profesionální tenistka, která se na okruzích pohybovala v letech 1973–1996. V profesionální kariéře vyhrála čtyři singlové a dvacet šest deblových turnajů. Ve dvouhře porazila tenistky figurující během kariéry na prvním místě, Martinu Navrátilovou a Arantxu Sánchezovou Vicariou. Praktikovala útočný styl servis–volej.
S Renátou Tomanovou triumfovala v deblu Australian Open 1978 a po boku Martiny Navrátilové zvítězila na Australian Open 1980. V grandslamovém singlu se nejdále probojovala do finále Australian Open 1978, v němž podlehla Australance Chris O'Neilové. Po boku krajana Paula Annacona si zahrála o titul na US Open 1978. V utkání nestačili na americko-španělský pár Martina Navrátilová a Emilio Sánchez, až v dlouhém tiebreaku rozhodující sady.
Na žebříčku WTA byla ve dvouhře nejvýše klasifikována v únoru 1986 na 25. místě a ve čtyřhře pak v březnu 1988 na 11. místě. První juniorkou světa se stala v roce 1973, kdy také vyhrála juniorské mistrovství USA v kategorii 16letých. Následně byla vyhlášena nejlepší juniorkou Spojených států pro rok 1974 (USTA Girls' Sportsmanship Award).
V americkém fedcupovém týmu neodehrála žádný zápas. V letech 1974, 1985, 1988 a 1989 se stala členkou vítězného družstva Američanek v ženském Wightman Cupu.

## Soukromý život
Po ukončení profesionální dráhy v roce 1996 působila jako komentátorka amerických televizních stanic ABC a ESPN, rovněž tak australského kanálu Nine Network.
V roce 1986 se vdala za zakladatele největší světové mezinárodní sportovní agentury IMG Marka McCormacka. Agentura ji jako tenistku zastupovala již od roku 1974. Do manželství se v roce 1997 narodila dcera. McCormack měl z prvního svazku dvě dcery a syna. Manželé zafinancovali vznik Tenisového centra McCormacka-Nagelsenové, otevřeného v roce 1995, při Koleji Williama a Mary ve virginském Williamsburgu, kterou McCormack vystudoval. Centrum se stalo sídlem Ženské síně slávy amerického univerzitního tenisu (Women's Tennis Hall of Fame ITA). Pozici hlavní trenérky zastávala u ženského tenisového týmu na State College of Florida.

## Finále na Grand Slamu

### Ženská dvouhra: 1 (0–1)
| Stav       | rok  | turnaj          | povrch | soupeřka ve finále | výsledek      |
| ---------- | ---- | --------------- | ------ | ------------------ | ------------- |
| Finalistka | 1978 | Australian Open | tráva  | Chris O'Neilová    | 3–6, 6–7(3–7) |

### Ženská čtyřhra: 4 (2–2)
| Stav       | rok         | turnaj          | povrch | spoluhráčka         | soupeřky ve finále                    | výsledek      |
| ---------- | ----------- | --------------- | ------ | ------------------- | ------------------------------------- | ------------- |
| Finalistka | 1977(leden) | Australian Open | tráva  | Kerry Reidová       | Dianne Fromholtzová Helen Gourlayová  | 7–5, 1–6, 5–7 |
| Vítězka    | 1978        | Australian Open | tráva  | Renáta Tomanová     | Naoko Satóová Pam Whytcrossová        | 7–5, 6–2      |
| Vítězka    | 1980        | Australian Open | tráva  | Martina Navrátilová | Ann Kiyomurová Candy Reynoldsová      | 6–4, 6–4      |
| Finalistka | 1987        | Wimbledon       | tráva  | Elizabeth Smylieová | Claudia Kohde-Kilschová Helena Suková | 5–7, 5–7      |

### Smíšená čtyřhra: 1 (0–1)
| Stav       | datum | turnaj  | povrch | spoluhráč     | soupeři ve finále                  | výsledek                  |
| ---------- | ----- | ------- | ------ | ------------- | ---------------------------------- | ------------------------- |
| Finalistka | 1987  | US Open | tvrdý  | Paul Annacone | Martina Navrátilová Emilio Sánchez | 4–6, 7–6(8–6), 6–7(12–14) |

## Finále na profesionálních okruzích

### Dvouhra: 9 (4–5)
| Stav       | č. | datum             | turnaj                                | povrch      | kategorie      | dotace    | soupeřka ve finále   | výsledek      |
| ---------- | -- | ----------------- | ------------------------------------- | ----------- | -------------- | --------- | -------------------- | ------------- |
| Finalistka | 1. | 18. srpna 1974    | Newport, Spojené státy                | tráva       | Virginia Slims | 30 000 $  | Chris Evertová       | 6–4, 6–3      |
| Finalistka | 2. | 25. prosince 1978 | Australian Open, Melbourne, Austrálie | tráva       | Grand Slam     | 35 000 $  | Chris O'Neilová      | 6–3, 7–6      |
| Vítězka    | 1. | 15. října 1979    | Kjóto, Japonsko                       | tvrdý       | Colgate Series | 35 000 $  | Naoko Satóová        | 6–3, 6–4      |
| Vítězka    | 2. | 22. října 1979    | Tokio, Japonsko                       | koberec (h) | Colgate Series | 35 000 $  | Naoko Satóová        | 6–1, 3–6, 6–3 |
| Vítězka    | 3. | 9. února 1981     | Columbus, Spojené státy               | tvrdý (h)   | Futures        | 30 000 $  | Rene Blountová       | 7–6, 6–4      |
| Vítězka    | 4. | 9. června 1981    | Surbiton, Velká Británie              | tráva       | Toyota Series  | 50 000 $  | Barbara Hallquistová | 6–0, 6–4      |
| Finalistka | 3. | 17. září 1984     | San Diego, Spojené státy              | tvrdý       | VS Tour Cat 1+ | 50 000 $  | Debbie Spenceová     | 6–3, 6–7, 6–4 |
| Finalistka | 4. | 10. června 1985   | Birmingham, Velká Británie            | tráva       | VS Tour Cat 2  | 125 000 $ | Pam Shriverová       | 6–1, 6–0      |
| Finalistka | 5. | 20. ledna 1986    | Wichita, Spojené státy                | koberec (h) | Virginia Slims | 75 000 $  | Wendy Whiteová       | 6–1, 6–7, 6–2 |